# Raveniola birecikensis
Espèce
Raveniola birecikensis est une espèce d'araignées mygalomorphes de la famille des Nemesiidae.

## Distribution
Cette espèce est endémique de la province de Şanlıurfa en Turquie,. Elle se rencontre vers Halfeti et Birecik.

## Description
Le mâle holotype mesure 14,77 mm.

## Étymologie
Son nom d'espèce, composé de birecik et du suffixe latin -ensis, « qui vit dans, qui habite », lui a été donné en référence au lieu de sa découverte, Birecik.

## Publication originale
- Zonstein, Kunt & Yağmur, 2018 : A revision of the spider genus Raveniola (Araneae, Nemesiidae). I. Species from Western Asia. European Journal of Taxonomy, no 399, p. 1-93 (texte intégral).